# Hunsingo (streek)
Hunsingo (Gronings: Hunzego of Hunzengo) is een streek in de provincie Groningen, gelegen tussen het Reitdiep en het Maarvliet. Hunsingo was een van de drie Ommelanden. Het grenst in het noorden aan de Waddenzee, in het oosten aan Fivelingo, in het westen aan het Westerkwartier en Friesland en in het zuiden aan het Gorecht. De streek komt overeen met het gebied van de huidige gemeente Het Hogeland plus dat van de voormalige gemeente Middelstum.

## Algemeen
De naam betekent streek (go of gouw) van de Hunze. De Hunze heet in Hunsingo overigens geen Hunze meer, maar Reitdiep. Oorspronkelijk volgde de Hunze een andere loop, en verdeelde de rivier Hunsingo in twee delen om bij het huidige Pieterburen in de Waddenzee uit te monden.
Hunsingo was het eerste lid van de Ommelander Unie. De belangrijkste plaats was Winsum waar de Ommelanden een korte tijd hun eigen vergaderingen hielden. Het gebied komt grotendeels overeen met het Hoogeland, dat overigens meer een geografische aanduiding is, terwijl Hunsingo een bestuurlijke eenheid was.
De drie waddeneilandjes Rottumerplaat, Rottumeroog en Zuiderduintjes behoren tot dit gebied.

## Geschiedenis

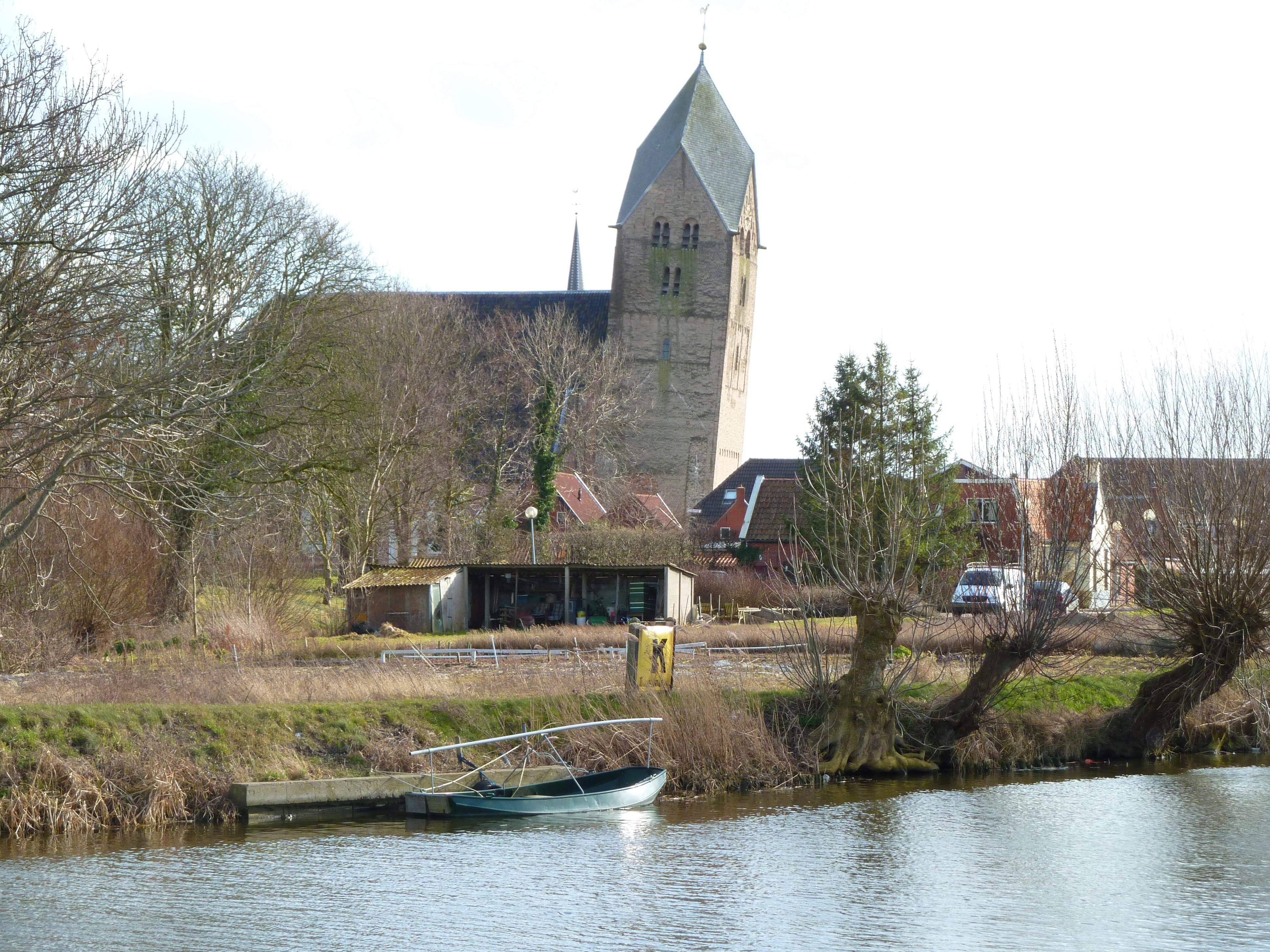
Walfriduskerk in Bedum met scheve toren, gebouwd in de 11e eeuw.

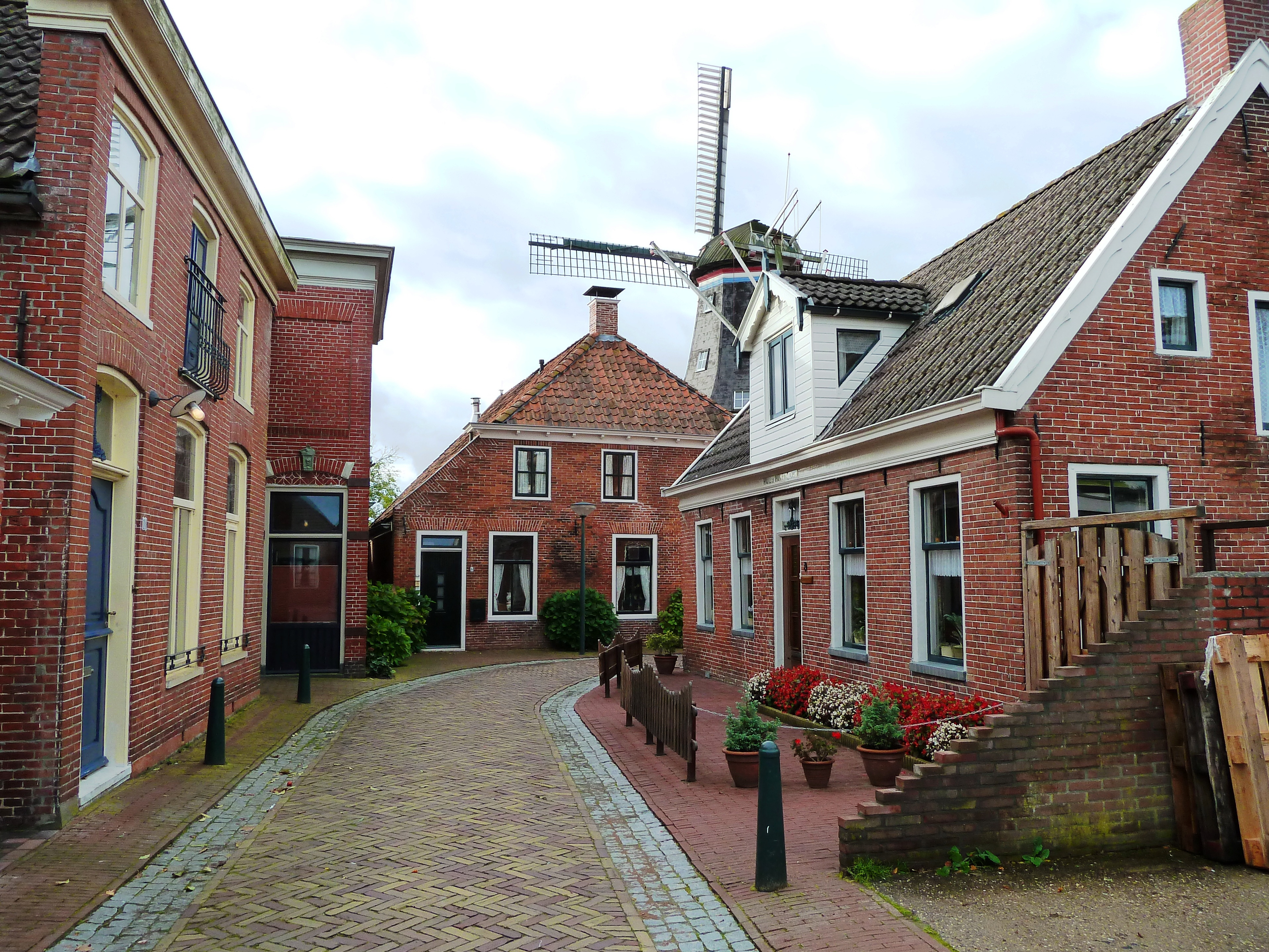
Molenstraat in Winsum.

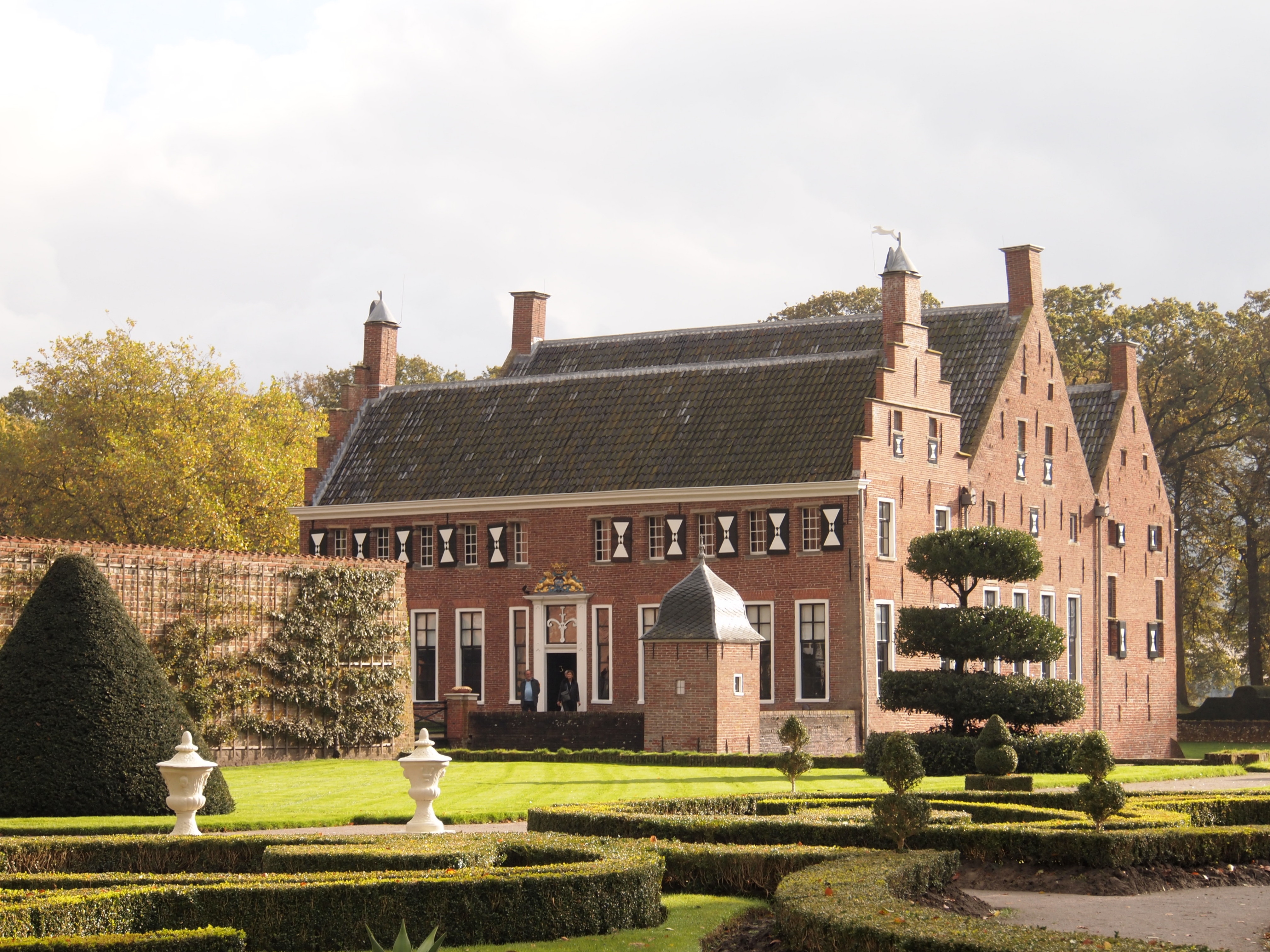
Menkemaborg in Uithuizen.

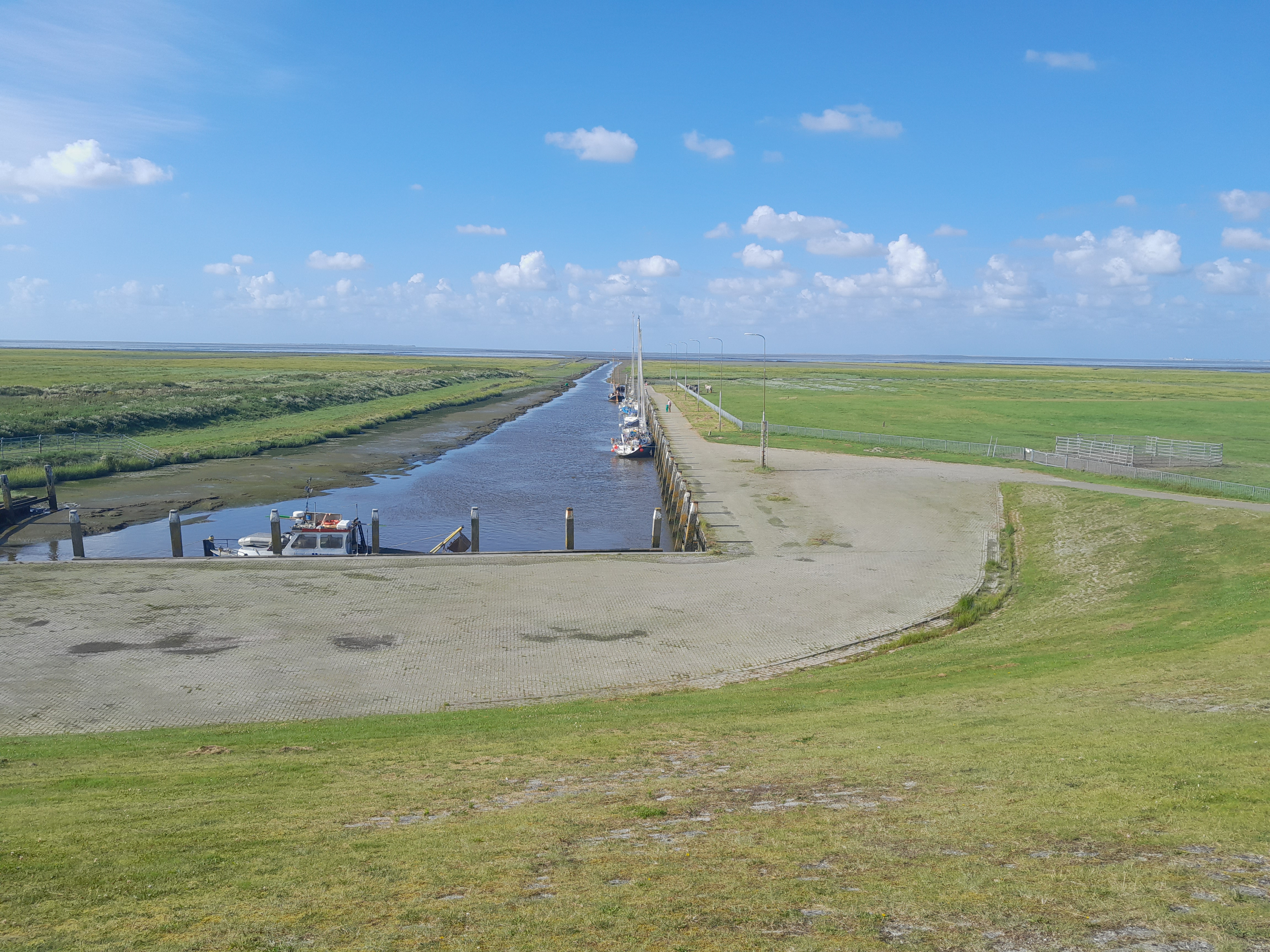
Haven en kwelders van Noordpolderzijl, gefotografeerd vanaf de zeedijk.

Net als Fivelingo was Hunsingo van oorsprong een Friese gouw. Liudger kreeg in 787 onder andere de gouwen Hugmerthi (Humsterland), Hunusga en Fivilga als missiegebied toegewezen. Het klooster van Fulda kreeg in de negende eeuw een schenking in Middelstum 'in pago Hunergewe in regione fresonum'. In 1057 wordt de gouw Hunsingo genoemd als deel van een graafschap dat door de Duitse koning Hendrik IV onder regentschap van zijn moeder wordt geschonken aan de aartsbisschop van Hamburg, Adalbert van Bremen. Voor die tijd zouden de Brunonen het graafschap in leen gehad hebben. In de elfde eeuw zijn in Winsum munten geslagen, waaruit kan worden afgeleid dat Winsum de hoofdplaats van de gouw was. Ook het feit dat er tot 1580 een groot Dominicanenklooster in het centrum stond, ondersteunt deze aanname. In latere tijd wordt Onderdendam de centrale plaats in de streek.
De bevolking sprak ooit een Oost-Fries dialect, maar door het verenigen van stad met de Ommelanden, is dat Fries opgegaan in het Plat van de stad, al heeft de taal van dit ommeland nog wel een sterk Friese substraat.
In de zeventiende en achttiende eeuw was Hunsingo het eerste lid van de Ommelander Unie. De belangrijkste plaats in Hunsingo, Winsum, was een korte periode ook de plaats waar de Ommelander jonkers hun vergaderingen hielden. Winsum was in oorsprong dan ook een nederzetting met een stedelijk karakter. Door de nabijheid van de stad Groningen kreeg het echter niet de kans uit te groeien tot een werkelijke stad.
De Marne was oorspronkelijk een deel van het gouw Humsterland (Westerkwartier), dat zich echter door het ontstaan van het Reitdiep en het ontginnen van het achterliggende veengebied tot een afzonderlijk seenddistrict ontwikkelde.
Het gouw was oorspronkelijk onderverdeeld in twee of drie onderkwartieren, die samenvielen met de oudste seenddistricten of moederparochies. Daarvan waren de parochies van Usquert en Leens de oudste. Het Westerambt met als hoofdplaats Baflo viel vervolgens uiteen in een noordelijke helft (Halfambt) en een zuidelijke, die zich weer opsplitste in de onderdelen Ubbega en Middag: De Marne splitste zich in de vijftiende eeuw tijdelijk in een Ooster- en een Westerdeel.
- Marne (hoofdplaats Leens)
- Halfambt (ten noorden van het Winsumerdiep, hoofdplaats Baflo)
- Upgo of Ubbega (tussen Winsumerdiep en Reitdiep, hoofdplaats Winsum)
- Middag (ten zuiden van het Reitdiep, hoofdplaats Garnwerd)
- Oosterambt, (hoofdplaats Usquert)

Van het Oosterambt scheidde zich omstreeks de veertiende eeuw het veengebied Innersdijk Bedum af.
- Innersdijk (hoofdplaats Bedum)

Het district Middag wordt sinds de zestiende eeuw eveneens bij het Westerkwartier gerekend. De verschillende onderkwartieren kenmerkten zich door grote zelfstandigheid; de gezamenlijke vertegenwoordigers kamen bijeen in Onderdendam, dat precies op de grens van de belangrijkste onderkwartieren lag.
In 1659 werd (om een einde te maken aan aanhoudende conflicten) op last van de Staten Generaal een nieuwe indeling ingevoerd, die in 1749 weer werd afgeschaft:
- Marnsteradeel
- Halfambtsteradeel
- Oostambtsteradeel

De nogal willekeurige grenzen van deze districten staan afgebeeld op de provinciekaart van Theodorus Beckeringh uit 1781.
Tussen 1830 en 1880 zijn 5.900 mensen geëmigreerd uit Hunsingo, bijna allemaal naar de Verenigde Staten. Dit was twee derde van alle emigratie uit de hele provincie Groningen. Het grootste deel van de emigranten uit Hunsingo verhuisde naar West-Michigan of Chicago en een kleiner aantal naar Lafayette (Indiana).

## Karakter

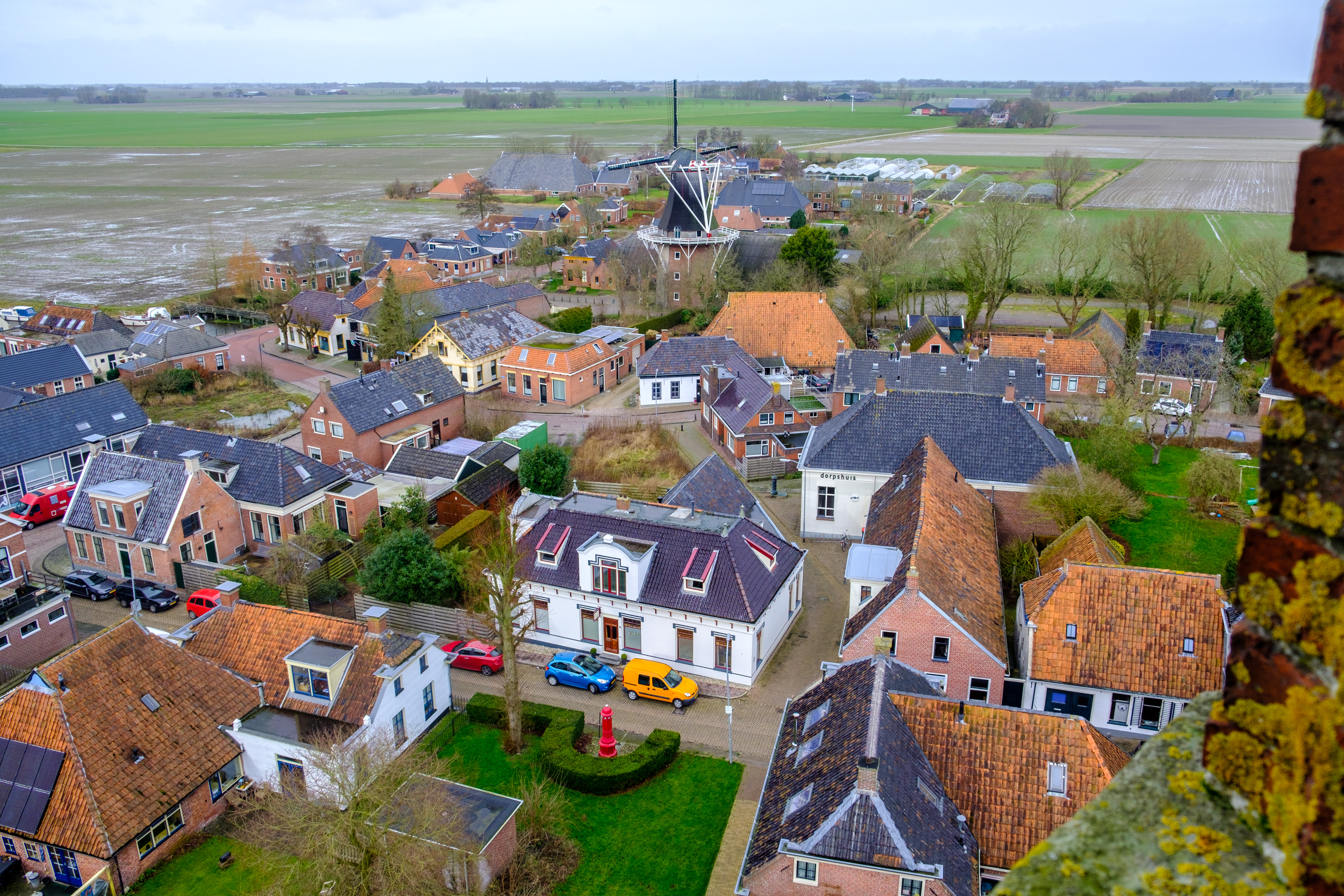
vogelvluchtfoto van Eenrum.

In Hunsingo kunnen de meeste borgen worden gevonden. Dit betekent niet automatisch dat er in Hunsingo meer adel was dan in de rest van Groningen. Een groot deel van de borgen is afgebroken, zowel officieel als door het ontevreden volk. Een beroemde borg in Hunsingo is de Menkemaborg bij Uithuizen. Een andere bekende borg is Verhildersum bij Leens.
Hunsingo wordt gekenmerkt door kleigrond, grasland, wierden en dijken. Oorspronkelijk was Hunsingo veel kleiner. Door bedijking is er enorm veel land gewonnen. De zee legde steeds een laagje klei tegen de dijken tot het weer een aantal meter had aangebracht. Door die afzetting is dit nieuwe land hoger dan het oude binnendijkse land, dat is de reden waarom een deel van Hunsingo ook bekendstaat in Groningen als het Hogeland. Als de nieuwe afzetting voldoende omvang had bereikt werd die vervolgens veiliggesteld door de aanleg van een nieuwe dijk.
Tegenwoordig is Hunsingo een van de belangrijkste economische aders van Groningen. Dit komt door de Eemshaven op de oostelijke punt en het Nationaal park Lauwersmeer en het garnalendorp Zoutkamp op de westelijke punt. In Zoutkamp is het garnalenbedrijf Heiploeg gevestigd. Dit is de grootste garnalenleverancier van Europa. Voorts is de landbouw nog altijd van groot belang.

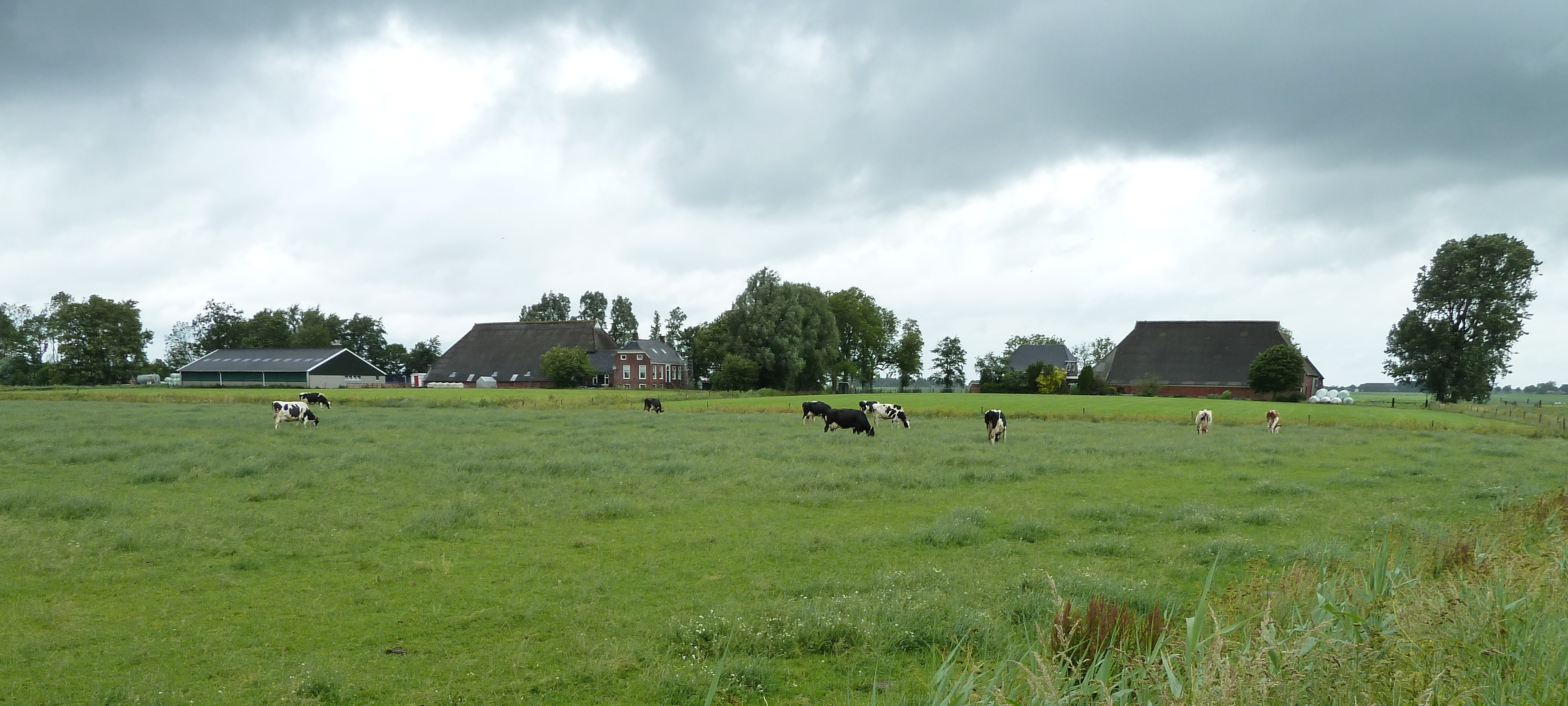
Hoogelandster boerderij en landschap, buurtschap Grijssloot bij Leens.

## Kaarten

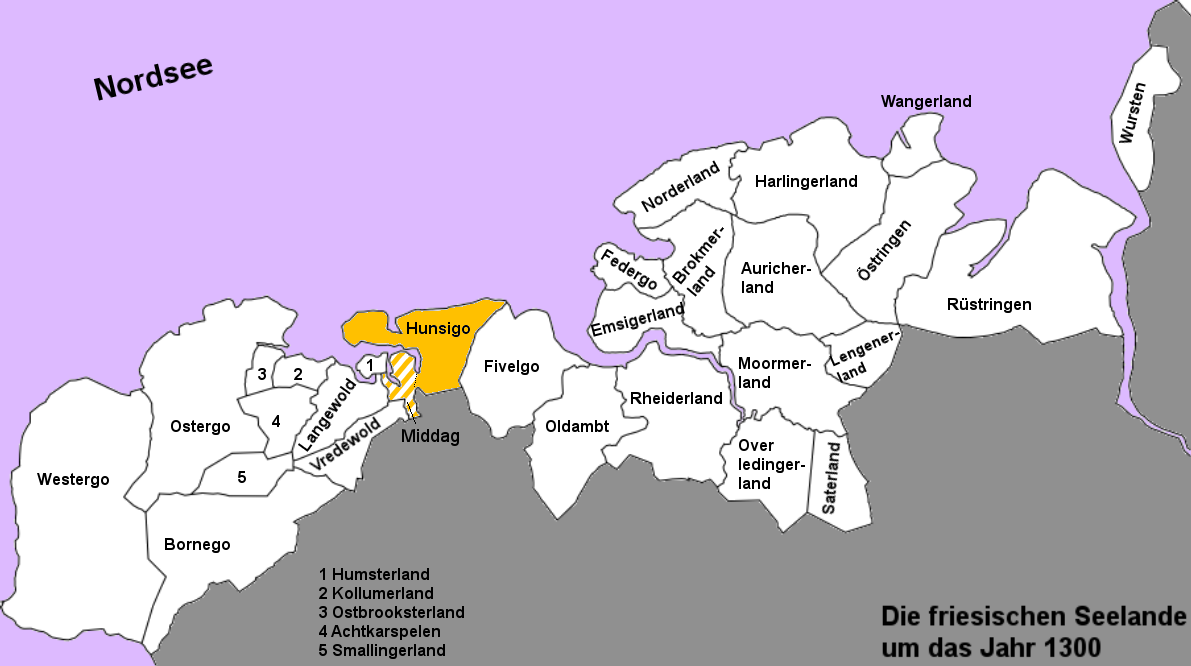
Locatie van Hunsingo in de Zeven Friese Zeelanden.
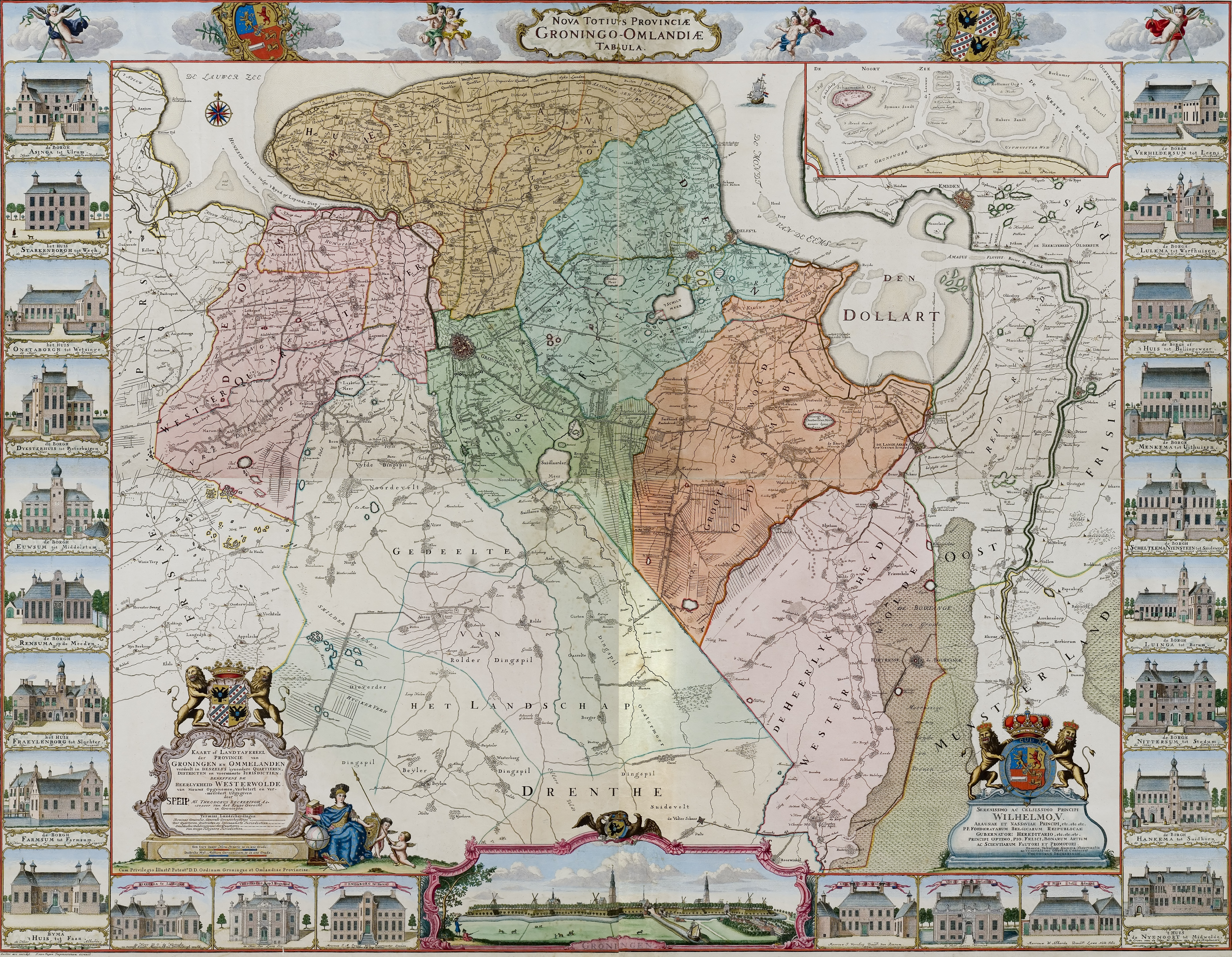
Oude kaart van Stad en Ommelanden in 1781, met Hunsingo in geel.
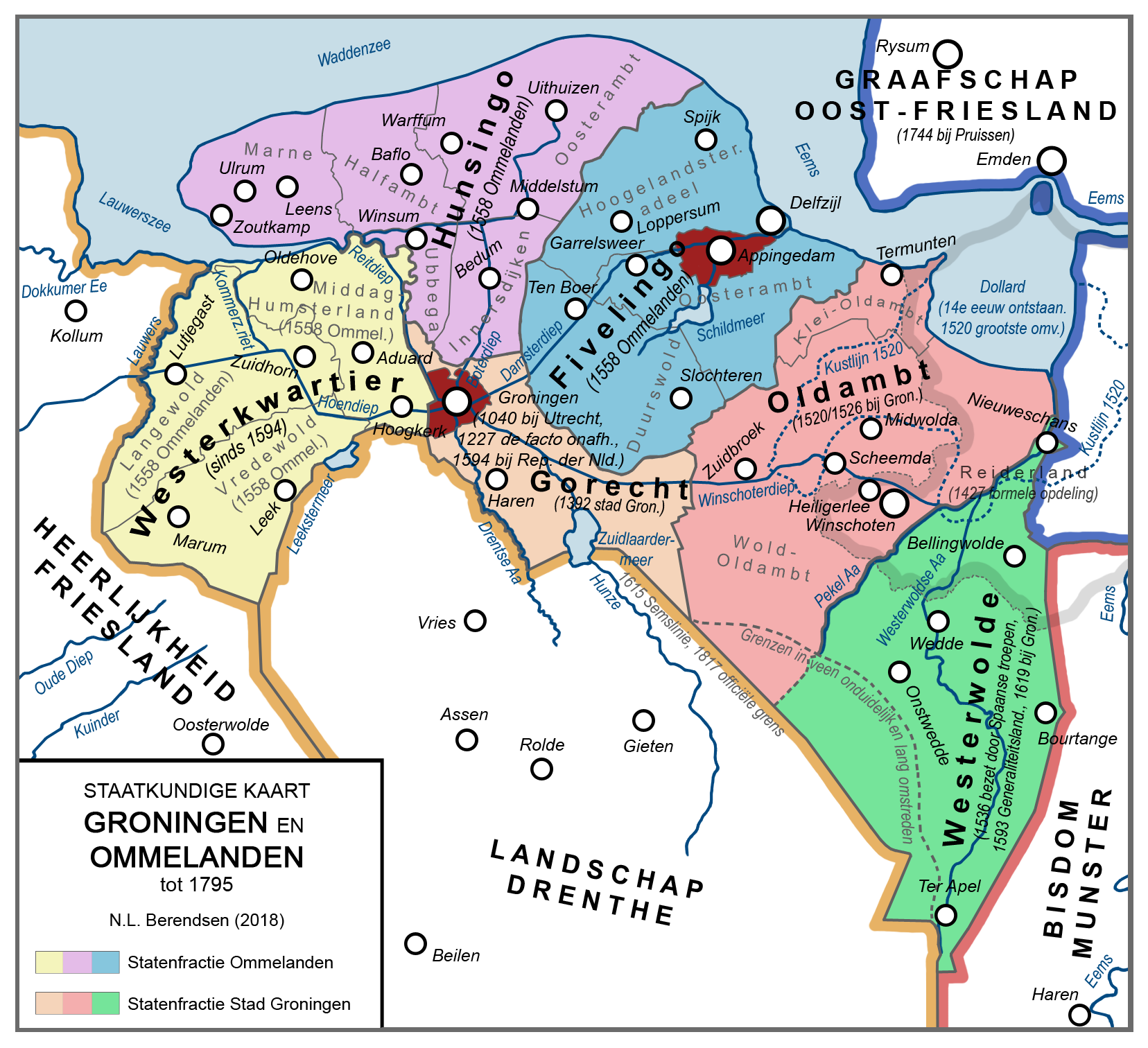
Hunsingo en onderkwartieren in paars.